# Immer wenn der Tag beginnt
Immer wenn der Tag beginnt ist ein deutscher Spielfilm von Wolfgang Liebeneiner aus dem Jahr 1957.

## Handlung
Dr. Hanna Burkhardt ist Lehrerin für Mathematik und Physik. Zweimal wurde sie bereits von Schulen entlassen, weil sie gegen die Regeln verstoßen hat, unter anderem hat sie ein Mädchen gedeckt, das gestohlen hatte, und ihr noch Geld gegeben, bis die Polizei dahinter kam. Hanna verteidigt sich bei Stadtschulrat Hanke, sie habe dem ohne elterliche Zuwendung aufgewachsenen Kind doch nur helfen wollen. Sie wird von Hanke an die Schillerschule versetzt, die zu den besten Schulen der Gegend zählt. Dort trifft sie auf den Direktor Wolfgang Cornelius, der sie zunächst für die Schwester eines der Oberprimaner hält. Sie dagegen glaubt, er sei Hausmeister. Wolfgang steht ihr zunächst kritisch gegenüber. Er kennt nicht nur ihr Führungszeugnis, sondern ahnt, dass sie als einzige Lehrerin der Knabenschule Probleme bekommen wird, zumal sie die kurz vor dem Abitur stehenden Oberprimaner unterrichten muss. Lehrer Wächter besorgt ihr ein Zimmer beim alten Fräulein Richter. Dort lernt Hanna den Jugendlichen Martin Wieland kennen, der ihr die Koffer in ihr Zimmer trägt. Erst Fräulein Richter erzählt Hanna, dass Martin Oberprimaner an der Schillerschule ist – und damit ein Schüler in der Klasse, in der sie unterrichten wird.
Hanna beginnt ihre erste Mathematikstunde in der Oberprima mit Strenge. Sie trägt extra eine Brille und fragt besonders schweren Stoff ab, um den Wissensstand der Jungen zu erfahren. Kaum einer kann eine gestellte Aufgabe auch nur ansatzweise lösen. Hanna ordnet für den Abend eine freiwillige Nachhilfestunde an, zu der jedoch keiner der Jungen erscheint. Sie verbringen den Abend lieber in einem Jazzkeller, wo sie Musik machen. Hanna behält ihre strenge Methode bei und wird bald von den Jungen „Eule“ gerufen. Klassensprecher Hans Kleinschmidt lässt ihr zudem im Namen der Klasse eine Glasflasche zuspielen, die ein Giftetikett trägt. Erst jetzt beginnt Hanna ihre Arbeitsmethoden zu überdenken. Vor einer Physikstunde baut sie unbemerkt ein Tonbandgerät auf und kann so Hans’ spöttische Bemerkungen über sie aufnehmen. Sie spielt sie vor der gesamten Klasse ab, beweist jedoch Humor und gewinnt damit den Respekt der Schüler. Sie schicken Hans später mit einer symbolischen Friedenstaube zu ihr und bitten um eine erneute Chance; sie wollen die Nachhilfestunden annehmen, zumal die Abiturprüfung näher rückt. Hanna jedoch teilt sie in Lerngruppen ein, in denen die schwächeren von den stärkeren Schülern gefördert werden sollen. Hannas Einsatz für die Schüler erweckt zum Beispiel bei Martin Wieland falsche Hoffnungen. Er verliebt sich in Hanna, doch sie weist ihn zögernd zurück.
Eines Tages erscheint Hans’ Mutter bei Hanna und bezichtigt sie, die Schüler zu überfordern. Da Hanna mit der Einteilung der Lerngruppen gleichzeitig keine Hausaufgaben mehr verteilt, würden die Schüler in ihrem Lerneifer keine Grenzen mehr kennen. Hans Kleinschmidt habe sich für Hanna so sehr angestrengt, dass er vor Überarbeitung ins Krankenhaus eingeliefert werden musste. Erst Wolfgang Cornelius kann Hanna beruhigen: Hans hat schon immer an einem Herzfehler gelitten, und der habe zu seinem Krankenhausaufenthalt geführt. Hanna und einige Oberprimaner besuchen Hans im Krankenhaus; kurze Zeit später stirbt er. Seinem letzten Willen gemäß und durch Hannas Einsatz spielt seine Band bei der Beerdigung Jazzmusik. Der Bericht über die ungewöhnliche Beerdigung erscheint in einem Zeitungsartikel und Stadtschulrat Hanke zeigt sich empört.
Der Tod von Hans hat den labilen Martin Wieland aus der Bahn geworfen. Seine vorher bereits latenten Selbstmordabsichten werden konkreter und auch seine Liebe zu Hanna verzweifelter. Seine Selbstmord- und Liebesphantasien schreibt er in einem Tagebuch nieder, das eines Tages der Hausmeister neben dessen Spind findet und an Wolfgang Cornelius gibt. Der lässt Hanna mitten in der Schulstunde zu sich kommen, die jedoch empört ist, dass die privaten Gedanken eines Jugendlichen für wahr gehalten werden und sie dafür zur Rechenschaft gezogen wird. Sie kehrt in die Klasse zurück und legt Martin wortlos das Tagebuch auf den Platz. In der Pause erklärt sie ihm, dass sie beide nicht mehr unter einem Dach wohnen dürfen und dass entweder sie oder er die Schule verlassen wird. Als sie das Tagebuch in seinen Ranzen legt, findet sie darin eine Pistole. Als Martin ihr die Pistole entreißen will, löst sich ein Schuss. Der herbeigeeilte Wolfgang ist außer sich und staucht Martin zusammen. Der erwidert nur, dass Wolfgang doch selbst in Hanna verliebt sei.
Der Fall landet am Ende bei Stadtschulrat Hanke. Er will Martin von der Schule verweisen und Hanna strafversetzen. Wolfgang jedoch setzt sich energisch für Hanna ein, sodass er den Raum verlassen muss. Hanna wird von Hanke freigestellt, freiwillig zu gehen, und sie willigt ein. Vor Hankes Büro wartet Wolfgang auf Hanna und macht ihr einen Heiratsantrag. Nach kurzem Zögern willigt Hanna ein, hatte sie sich doch schon beim ersten Zusammentreffen in ihn verliebt. Hanna kann nun an der Schule bleiben und auch Martin wird nicht strafversetzt.

## Produktionsnotizen

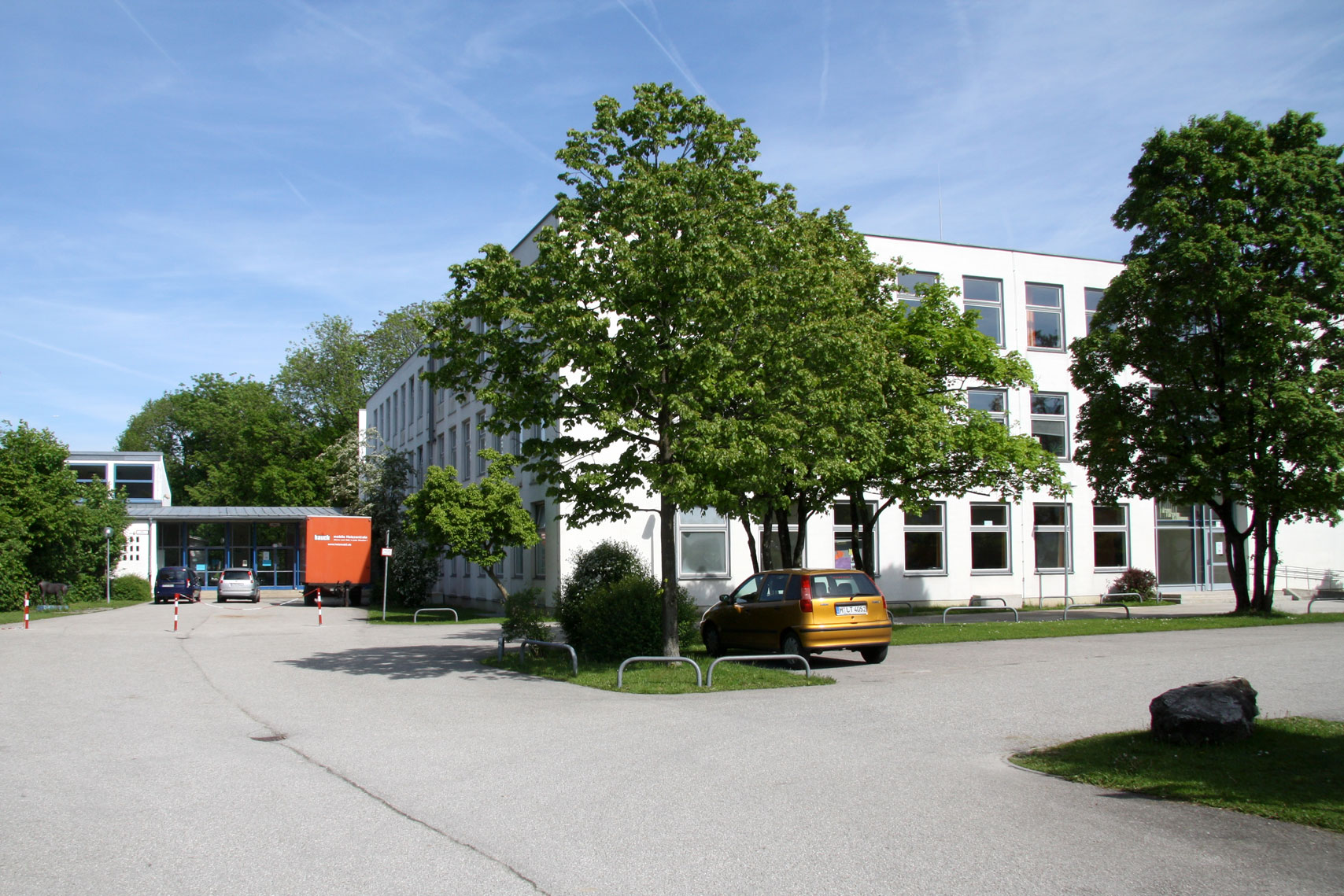
Schule am Harthof, im Film die neue Schule von Hanna

Immer wenn der Tag beginnt beruht auf einer Filmnovelle von Georg Hurdalek. Der Film wurde vom 26. August bis Oktober 1957 an der damals neu errichteten Schule am Harthof (heute Balthasar-Neumann-Realschule) in München sowie im Bavaria-Atelier in München-Geiselgasteig gedreht. Er feierte am 19. Dezember 1957 im Gloria in Frankfurt am Main Premiere.
Der Film war das Leinwanddebüt von Rex Gildo, der in den Credits unter dem Namen Alexander Gildo geführt wird. Er singt im Film nicht, ist jedoch Klarinettenspieler in der Jazzband. Diese spielt unter anderem den von Franz Grothe komponierten Mitternachts-Blues (Solist auf der Trompete: Rudolf Graetz).

## Filmmusik

Label der Single Mitternachts-Blues von Bert Kaempfert, 1958

Die Filmmusik stammt aus der Feder von Franz Grothe. Der im Film mehrmals verwendete Mitternachts-Blues entwickelte sich in der Aufnahme von Bert Kaempfert mit dem Trompeter Billy Mo zu einem internationalen Evergreen und erreichte 1958 den Status eines Millionensellers.

## Kritiken
Für den film-dienst zeigte Immer wenn der Tag beginnt „menschliche und pädagogische Konflikte, klischeehaft und kitschig in Szene gesetzt.“ „Sieht man einmal von der triefenden Sentimentalität zahlreicher Sequenzen ab, so veranschaulicht der Film durchaus Grundprobleme der pädagogischen Autorität. Die Lösung der Konflikte freilich zeigt, dass es hier nicht um kritische Reflexion geht, sondern um ‚sogenannte gepflegte deutsche Unterhaltung‘“.
„Lockt keinen Primaner aus der Raucherecke“, stellte Cinema fest.